# 学園木花台北
学園木花台北（がくえんきばなだいきた）とは、宮崎県宮崎市内の地名。木花地域自治区に属している。学園木花台北1丁目～3丁目が置かれている。住居表示未実施。郵便番号は889-2152

## 地理
宮崎市の中南部に位置し、宮崎学園都市の一部を形成する。主に市営団地による住宅街を形成している。学園木花台西、学園木花台南、熊野 (宮崎市)と接する。

## 世帯数と人口
2023年（令和5年）6月1日現在の世帯数と人口は以下の通りである。
| 町丁              | 世帯数  | 人口   |
| ----------------- | ------- | ------ |
| 学園木花台北1丁目 | 118世帯 | 294人  |
| 学園木花台北2丁目 | 271世帯 | 585人  |
| 学園木花台北3丁目 | 503世帯 | 1053人 |

## 小・中学校の学区
市立小・中学校に通う場合、学区は以下の通りとなる。
| 町名         | 小学校                   | 中学校             |
| ------------ | ------------------------ | ------------------ |
| 学園木花台北 | 宮崎市立学園木花台小学校 | 宮崎市立木花中学校 |

## 交通

### バス
宮交グループの運営するバスが営業している。

### 道路
- 宮崎県道368号勢田木崎線
- 宮崎県道375号学園木花台本郷北方線
- 宮崎県道376号学園木花台加江田線

## 施設
- 市営木花団地
- 宮崎市上下水道局木花処理場
- 宮崎南警察署学園木花台駐在所